# Administracja publiczna
Administracja publiczna – może być rozpatrywana z różnych punktów widzenia i różnie być definiowana, ale w uproszczeniu jest to określenie stosowane dla ludzi, struktur i działań w ramach administracji państwowej, administracji rządowej i administracji samorządowej. Można również powiedzieć, że jest to zespół działań, czynności i przedsięwzięć organizatorskich i wykonawczych prowadzonych na rzecz realizacji interesu publicznego przez różne podmioty, organy i instytucje na podstawie ustawy i w określonych prawem formach.
Samo słowo „administracja” pochodzi od łacińskiego słowa ministrare (kierować, służyć, pomagać, wykonywać). Poprzez przedrostek ad  należy rozumieć celowe, długotrwałe i ciągłe działanie.
Trudności ze stworzeniem doskonałej i pełnej definicji administracji towarzyszyły już pierwszym próbom zdefiniowania. Ich efektem jest stwierdzenie L. von Steina, że administracją jest „to, czego nie umiem nazwać”.  Kolejnym teoretykiem, który wyszedł naprzeciw temu problemowi jest  J. S. Langrod, który uznał że: „administracja to planowe zgrupowanie ludzi w służbie pewnej misji publicznej a dopiero poprzez tych ludzi suma urządzeń, którymi dysponują”.
Podstawową definicją administracji, która obecnie została uznana za klasyczną jest definicja O. Mayera uznana również przez W. Jellinka. Głosi ona, że administracja to ta działalność państwa, która nie jest ustawodawstwem ani sądownictwem. Definiowanie to bazuje na trójpodziale władzy Monteskiusza. W naukach prawnych uznawana jest za definicje „wielkiej reszty” czy quasi-negatywną. 
W oparciu o definicje quasi-negatywną powstał współczesny pogląd  E. Ochendowskiego zgodnie z którym „administracja jest to ta działalność państwa której przedmiotem są sprawy administracyjne albo inaczej zadania i kompetencje w zakresie władzy wykonawczej”.
Najszerszą definicją, która łączy aspekt podmiotowy i przedmiotowy jest definicja prof. Lipowicz: „Administracja jest to system złożony z ludzi, zorganizowany w celu stałej i systematycznej skierowanej ku przyszłości realizacji dobra wspólnego jako misji publicznej polegającej głównie (choć nie wyłącznie) na bieżącym wykonywaniu ustaw, wyposażonych w tym celu we władztwo państwowe oraz środki materialno-techniczne”.

## Podział administracji publicznej
Administracja publiczna stanowi zespolenie różnych administracji działających w zakresie spraw publicznych, przede wszystkim zaś administracji państwowej, administracji rządowej i administracji samorządowej. Administracja publiczna jest desygnatem na określenie struktur, działań i ludzi tych wszystkich rodzajów administracji.
Wyróżnia się:
1. Administrację publiczną w ujęciu organizacyjnym (podmiotowym) – stanowi ona ogół podmiotów administracji, a więc organy administracji i inne podmioty wykonujące określone funkcje z zakresu administracji publicznej,
2. Administrację publiczną w ujęciu materialnym (przedmiotowym) – działalność państwa, której przedmiotem są sprawy administracyjne albo inaczej zadania i kompetencje w zakresie władzy wykonawczej,
3. Administrację publiczną w ujęciu formalnym – to cała działalność wykonywana przez podmioty administracyjne bez względu na to, czy ma ona charakter administracyjny czy też nie ma tego charakteru.
4. Administrację publiczną w ujęciu negatywnym – czyli wszystkie działania aparatu państwowego, które nie są ani ustawodawstwem, ani sądownictwem,
5. Administrację publiczną w ujęciu pozytywnym – czyli działalność organizatorską państwa.
6. Administrację publiczną w ujęciu przedmiotowo – podmiotowym – jest to bardzo znana definicja H. Izdebskiego i M. Kuleszy, zgodnie z którą administracja publiczna to: zespół działań, czynności i przedsięwzięć organizatorskich i wykonawczych prowadzonych na rzecz realizacji interesu publicznego przez różne podmioty, organy i instytucje na podstawie ustawy i w określonych prawem formach.

W historii administracji znana jest również pozytywna definicja administracji publicznej używana w państwach totalitarnych (np. III Rzeszy). Mówi ona, iż administracja publiczna to kształtowanie życia wspólnoty przez specjalnie do tego powołany aparat, według planu ustalonego przez polityczne kierownictwo (czyli np. Führera). Pomija ona udział obywateli w sprawowaniu władzy, kładąc nacisk na prymat władzy nad człowiekiem, nadrzędność wspólnoty nad jednostką, pierwszeństwo obowiązków obywatelskich przed prawami i swobodami obywatelskimi. Widać zatem, iż ujęcie administracji publicznej zależy od ustroju, wobec którego jest formułowane.
Według Leksykonu Budżetowego, na administrację publiczną składają się trzy grupy podmiotów:
- administracja samorządowa – podlegająca samorządom,
- administracja rządowa – podlegająca rządowi. Dzieli się na centralną (administrację ministerstw i centralnych organów rządowych, takich jak Komenda Główna Policji czy Główny Urząd Nadzoru Budowlanego) i terenową,
- administracja państwowa – nie podlegająca rządowi, np. administracja prezydencka, i administracja organów takich jak Najwyższa Izba Kontroli, Krajowa Rada Radiofonii i Telewizji, Rzecznik Praw Obywatelskich, Krajowa Rada Sądownictwa czy Narodowy Bank Polski.

## Monizm i dualizm administracji publicznej
W administracji publicznej możemy mieć również do czynienia z dwoma zjawiskami:
1. monizmem administracji
2. dualizmem administracji.

Monizm administracji publicznej, polega na istnieniu w danym państwie wyłącznie administracji państwowej. Wówczas nie występuje rzeczywisty samorząd, czyli nie ma podziału na administrację rządową i samorządową. Tak dzieje się w państwach totalitarnych, także wówczas gdy istnieją instytucje samorządowe z nazwy (tzw. fasadowe), które faktycznie samorządem nie są. Tak było np. w PRL, gdzie tworzone według wzorów sowieckich Rady narodowe mające być organem samorządowym, faktycznie wypełniały instrukcje władz centralnych. Nie pochodziły one z wolnych wyborów, i nie posiadały faktycznej niezależności.
Natomiast dualizm administracji publicznej, to podział administracji publicznej na rządową i samorządową. Jest podstawową zasadą w państwach demokratycznych. Wiąże się z decentralizacją.

## Funkcje administracji publicznej
1. Funkcja porządkowo-reglamentacyjna związana z ochroną porządku publicznego i bezpieczeństwa zbiorowego. Zwana czasem po prostu reglamentacyjną, dotyczącą regulowania życia obywateli (np. kodeksem drogowym).
2. Funkcja świadcząca, czyli świadczenia usług publicznych lub ich świadczenia za pośrednictwem instytucji świadczących, należących do sektora publicznego (przedsiębiorstw użyteczności publicznej i zakładów administracyjnych). W ramach tej funkcji organy administracji publicznej zaspokajają potrzeby społeczne, np. utrzymując szpitale.
3. Funkcja regulatora rozwoju gospodarczego przejawiającej się w zastosowaniu klasycznych instrumentów policyjnych i reglamentacyjnych w postacie zezwoleń, kontyngentów, ceł, a także udziale państwa w zarządzaniu gospodarką narodową. Administracja publiczna może nie tylko ingerować w życie gospodarcze (interwencjonizm), ale i samodzielnie prowadzić działalność gospodarczą (etatyzm).
4. Funkcja organizatorska, w ramach której organy administracji podejmują działania twórcze, samodzielne i kreatywne, np. gdy urzędnicy gminni starają się zdobyć fundusze unijne.
5. Funkcja wykonawcza, polegająca na wykonywaniu przepisów. Organy i instytucje administracji muszą przestrzegać prawa, zgodnie z konstytucyjnymi zasadami legalizmu, państwa prawa, państwa prawnego, państwa praworządnego. Wykonywanie prawa ma miejsce nie tylko w ramach prawa administracyjnego materialnego (gdy urzędnik w sposób władczy reguluje prawa i obowiązki obywateli), ale i na gruncie prawa proceduralnego (gdy organ wydaje decyzję administracyjną na podstawie przepisów Kodeksu postępowania administracyjnego). Czasem urzędnicy mogą opierać swoje decyzje na podstawie uznania administracyjnego (swobodnego uznania).
6. Funkcja kontrolno-nadzorcza, w ramach której państwo kontroluje i nadzoruje obywateli, np. stowarzyszenia.
7. Funkcja prognostyczno-planistyczna, dzięki której władza publiczna formułuje, np. prognozy wzrostu zanieczyszczenia środowiska naturalnego.

Czasem wyżej wymienione funkcje administracji publicznej zwane są płaszczyznami działania administracji publicznej.
W XXI w. dużego znaczenia zwiększa się rola administracji publicznej w zaspokajaniu potrzeb zbiorowych społeczeństwa (czyli funkcja świadcząca administracji). Część zadań państwa w tym zakresie cedowane zostaje na organizacje pozarządowe i samorządy. Dużego znaczenia nabierają również samorządy miejskie, co wynika z urbanizacji, czyli rozrostu miast. Zjawisko przenoszenia uprawnień z administracji rządowej na rzecz samorządowej administracji miejskiej, nazywa się komunalizacją administracji publicznej.

## Cechy administracji publicznej
1. przymus,
2. monopolistyczny charakter,
3. trwałość,
4. planowość (choć można wyobrazić sobie administrację zanarchizowaną, gdy urzędnik będzie, np. otwierał urząd o dowolnej porze dnia i nocy),
5. ciągłość,
6. stabilność,
7. apolityczność,
8. fachowość (osiągana dzięki wykształceniu urzędników, przygotowaniu praktycznemu i doświadczeniu),
9. wyodrębnienie i uporządkowanie organizacyjne oraz kompetencyjne,
10. legalizm (oparcie na obowiązujących przepisach prawa w zakresie prawa materialnego i proceduralnego),
11. poszanowanie interesu publicznego tj. dobra ogólnego (czyli np. ochrona obywateli, ale i środowiska naturalnego w oparciu o konstytucyjne zasady zrównoważonego rozwoju i społecznej gospodarki rynkowej).

## Zasady organizacji i działania administracji publicznej
1. Zasada związania administracji prawem. Organy administracji publicznej działają na podstawie przepisów prawa i w granicach zakreślonych przepisami prawa.
2. Zasada kierownictwa. Kierownictwo jest to działanie organu administracji publicznej organizacyjne, inicjatywne, koordynacyjne, sprawdzające, kadrowe, nadzorcze, kontrolne.
3. Zasada koordynacji. Koordynacja w administracji publicznej sprowadza się do harmonizowania działań różnych organów administracji i urzędów publicznych dla osiągnięcia zamierzonych celów.
4. Zasada kolegialności. Kolegialność zasadza się na wspólnym podejmowaniu decyzji przez kilka lub nawet więcej równouprawnionych osób.
5. Zasada jednoosobowości. Jednoosobowość polega na tworzeniu jednoosobowych organów administracji i jednoosobowym podejmowaniu decyzji.
6. Zasada zakresu działania i właściwości (kompetencji) organu. Zakres działania organu jest określany w przepisach ustrojowych prawa administracyjnego powołującego dany organ. Zakres ten obejmuje wyliczenie spraw, jakimi organ się zajmuje. Natomiast kompetencję należy rozumieć jako zbiór uprawnień organu administracji publicznej, dotyczącego określonego zakresu spraw, w którym organ ma prawo i zarazem obowiązek działania. Wyróżnia się kilka rodzajów właściwości:
  - właściwość miejscowa – służy do określenia organu terenowego, który ma kompetencję do rozstrzygnięcia danej sprawy z punktu widzenia terytorialnego zasięgu działania.
  - właściwość rzeczowa – jest to przyznanie organowi administracji prawa do rozstrzygnięcia tylko określonych kategorii spraw.
  - właściwość instancyjna – jest to wskazanie instancji właściwej do rozstrzygnięcia danej sprawy.
7. Zasada decentralizacji. Decentralizacja wiąże się ściśle z budową aparatu administracji publicznej i rozłożeniem zadań między poszczególne ogniwa tego aparatu w układzie pionowym.
8. Zasada nadzoru. Nadzór jest to możliwość wynikająca z przepisów prawa wkraczania w działalność jednostki nadzorowanej środkami instruktywnymi, organizacyjnymi, kontrolnymi i władczymi.
9. Zasada kontroli. Kontrola administracji sprowadza się do wykonywania czynności sprawdzających działania jednostek administracji publicznej.
10. Zasada odpowiedzialności. Wyróżnia się:
  - odpowiedzialność kierownicza – dotyczy osób pełniących kierownicze funkcje w administracji publicznej,
  - odpowiedzialność karna – odpowiedzialność sprawcza indywidualna,
  - odpowiedzialność majątkowa – wiąże się ze szkodami wyrządzonymi przez urzędnika w procesie realizacji funkcji administrowania,
  - odpowiedzialność służbowa – jest to odpowiedzialność pracowników względem przełożonych za uchybienia wobec obowiązków służbowych.